# Jesper Worre
Jesper Worre (Frederiksberg, 15 de juny de 1959) va ser un ciclista danès, que fou professional entre 1982 i 1992. El seu èxit esportiu més important fou la victòria en una etapa de la Volta a Espanya de 1990.
També va destacar en el ciclisme en pista, on va aconseguir tres medalles als campionats del món, totes en la modalitat de Persecució individual.
És expresident de la Federació Danesa de Ciclisme (DCU).

## Palmarès
- 1983
  - 1r al Giro del Veneto
- 1984
  - Vencedor d'una etapa de la Tirrena-Adriàtica
- 1985
  - Vencedor d'una etapa de la Volta a Dinamarca
- 1986
  - 1r a la Volta a Dinamarca
- 1988
  - 1r a la Volta a Suècia i vencedor de 2 etapes
  - 1r al Tour of the Americas
- 1990
  - Vencedor d'una etapa de la Volta a Espanya
- 1991
  - Vencedor d'una etapa de la Volta a l'Argentina

### Resultats al Giro d'Itàlia
- 1983. 88è de la classificació general
- 1986. 15è de la classificació general
- 1988. 68è de la classificació general
- 1989. 71è de la classificació general

### Resultats al Tour de França
- 1989. 88è de la classificació general

### Resultats a la Volta a Espanya
- 1990. 51è de la classificació general. Vencedor d'una etapa